# Jerarquia polinòmica
En teoria de la complexitat, la jerarquia polinòmica (de vegades dita jerarquia de temps polinòmic) és una jerarquia de classes de complexitat que generalitza les classes P, NP i co-NP a màquines oracle. És una contrapartida amb recursos fitats de la jerarquia aritmètica i la jerarquia analítica de lògica matemàtica.

## Definicions
Hi ha múltiples definicions equivalents de les classes de la jerarquia polinòmica.
Per la definició de l'oracle de la jerarquia, es defineix
{\displaystyle {\displaystyle \Delta _{0}^{\mathsf {P}}:=\Sigma _{0}^{\mathsf {P}}:=\Pi _{0}^{\mathsf {P}}:={\mathsf {P}}}}
on P és el conjunt de problemes de decisió que es poden resoldre en temps polinòmic. Llavors per i ≥ 0 es defineix
{\displaystyle {\displaystyle \Delta _{i+1}^{\mathsf {P}}:={\mathsf {P}}^{\Sigma _{i}^{\mathsf {P}}}}}
{\displaystyle {\displaystyle \Sigma _{i+1}^{\mathsf {P}}:={\mathsf {NP}}^{\Sigma _{i}^{\mathsf {P}}}}}
{\displaystyle {\displaystyle \Pi _{i+1}^{\mathsf {P}}:={\mathsf {coNP}}^{\Sigma _{i}^{\mathsf {P}}}}}
on {\displaystyle {\displaystyle {\mathsf {P}}^{\rm {A}}}}és el conjunt de problemes de decisió que es poden resoldre en temps polinòmic per una màquina de Turing amb un oracle per alguns problemes complets de la classe A. {\displaystyle {\displaystyle {\mathsf {NP}}^{\rm {A}}}} i {\displaystyle {\displaystyle {\mathsf {coNP}}^{\rm {A}}}}es defineixen de forma anàloga.
Per la definició d'existència o universal de la jerarquia polinòmica, sigui L un llenguatge i p un polinomi, es defineix
{\displaystyle \exists ^{p}L:=\left\{x\in \{0,1\}^{*}\ \left|\ \left(\exists w\in \{0,1\}^{\leq p(|x|)}\right)\langle x,w\rangle \in L\right.\right\}}
on {\displaystyle {\displaystyle \langle x,w\rangle \in \{0,1\}^{*}}}és qualsevol codificació d'un parell de les cadenes binaries x i w en una sola cadena. L representa un conjunt ordenat de parelles de cadenes, on la primera cadena x és un membre de {\displaystyle {\displaystyle \exists ^{p}L}}i la segona cadena w és un testimoni curt ({\displaystyle |w|\leq p(|x|}) validant que x és un membre de {\displaystyle \exists ^{p}L}. En altres paraules, {\displaystyle {\displaystyle \exists ^{p}L}} si i només si existeix un testimoni curt w tal que {\displaystyle \langle x,w\rangle \in L}. De forma similar es defineix
{\displaystyle \forall ^{p}L:=\left\{x\in \{0,1\}^{*}\ \left|\ \left(\forall w\in \{0,1\}^{\leq p(|x|)}\right)\langle x,w\rangle \in L\right.\right\}}
Sigui C una classe de llenguatges. Es pot definir:
{\displaystyle \exists ^{\mathsf {P}}{\mathcal {C}}:=\left\{\exists ^{p}L\ |\ p{\text{ és un polinomi i}}L\in {\mathcal {C}}\right\}}
{\displaystyle \forall ^{\mathsf {P}}{\mathcal {C}}:=\left\{\forall ^{p}L\ |\ p{\text{ és un polinomi i}}L\in {\mathcal {C}}\right\}}
Les classes NP i co-NP es poden definir com {\displaystyle {\mathsf {NP}}=\exists ^{\mathsf {P}}{\mathsf {P}}}i {\displaystyle {\mathsf {coNP}}=\forall ^{\mathsf {P}}{\mathsf {P}}}on P és la classe de complexitat P.
La jerarquia polinòmica es pot definir de forma recursiva com: 
{\displaystyle \Sigma _{0}^{\mathsf {P}}:=\Pi _{0}^{\mathsf {P}}:={\mathsf {P}}}
{\displaystyle \Sigma _{k+1}^{\mathsf {P}}:=\exists ^{\mathsf {P}}\Pi _{k}^{\mathsf {P}}}
{\displaystyle \Pi _{k+1}^{\mathsf {P}}:=\forall ^{\mathsf {P}}\Sigma _{k}^{\mathsf {P}}}
Aquesta definició mostra la estreta relació entre la jerarquia polinòmica i la jerarquia aritmètica, on R i RE tenen un paper anàleg a P i NP respectivament. La jerarquia analítica també es pot definir d'una forma similar per donar una jerarquia de subconjunts dels nombres reals.

## Relacions entre classes de la jerarquia polinòmica
La definició implica les relacions
{\displaystyle \Sigma _{i}^{\mathsf {P}}\subseteq \Delta _{i+1}^{\mathsf {P}}\subseteq \Sigma _{i+1}^{\mathsf {P}}}
{\displaystyle \Pi _{i}^{\mathsf {P}}\subseteq \Delta _{i+1}^{\mathsf {P}}\subseteq \Pi _{i+1}^{\mathsf {P}}}
{\displaystyle \Sigma _{i}^{\mathsf {P}}={\mathsf {co}}\Pi _{i}^{\mathsf {P}}}

Diagrama equivalent a la jerarquia polinòmica. Les fletxes volen dir inclusió.

A diferència de les jerarquies aritmètica i analítica, les inclusions no se sap si son pròpies, sent encara una qüestió oberta, tot i que se suposa que ho son.
Si algun {\displaystyle \Sigma _{k}^{\mathsf {P}}=\Sigma _{k+1}^{\mathsf {P}}}o algun {\displaystyle \Sigma _{k}^{\mathsf {P}}=\Pi _{k}^{\mathsf {P}}}llavors la jerarquia col·lapsa al nivell k: per tot {\displaystyle i>k}{\displaystyle \Sigma _{i}^{\mathsf {P}}=\Sigma _{k}^{\mathsf {P}}}. En concret, si P = NP llavors la jerarquia col·lapse completament.
La unió de totes les classes de la jerarquia polinòmica és la classe de complexitat PH.